# Apple 계정
Apple 계정(Apple Account)는 애플에서 개발한 계정 시스템이며, 애플 생태계를 이용하는 데 필요한 개인 계정의 명칭이다. 하나의 애플 ID로 App Store, iCloud와 같은 다양한 애플의 모든 서비스에 접근할 수 있다.
애플 ID는 iOS, iPadOS, macOS 및 watchOS 등에 필요하며, 동일한 애플 ID로 로그인했을 때 애플의 생태계를 이용할 수 있다.

## 같이 보기
- 애플 개발자